# Lucilia caeruleiviridis
Lucilia caeruleiviridis este o specie de muște din genul Lucilia, familia Calliphoridae, descrisă de Macquart în anul 1855.
Este endemică în Cuba. Conform Catalogue of Life specia Lucilia caeruleiviridis nu are subspecii cunoscute.